# 1305 Pongola
1305 Pongola è un asteroide della fascia principale. Scoperto nel 1928, presenta un'orbita caratterizzata da un semiasse maggiore pari a 3,0106756 UA e da un'eccentricità di 0,0770136, inclinata di 2,31941° rispetto all'eclittica.
L'asteroide è dedicato all'omonimo fiume sudafricano.